# Reteplase
Reteplase (r-PA) é um fármaco fibrinolítico, fibrino-específico que atua por ativação do plasminogénio à superfície da fibrina, impedindo a inativação da plasmina pela antiplasmina e provocando assim a degradação da fibrina em fragmentos solúveis. É usado na fase aguda do infarto do miocárdio numa tentativa de reduzir a lesão.